# 霍瓦伊塔
33°38′43″N 2°26′45″E / 33.64528°N 2.44583°E
霍瓦伊塔（阿拉伯语：‎），是阿爾及利亞的城鎮，位於該國中部艾格瓦特省，由艾因邁濟區負責管轄，面積450平方公里，2008年人口2,789，人口密度每平方公里6人。